# Dickson (Ausztráliai fővárosi terület)

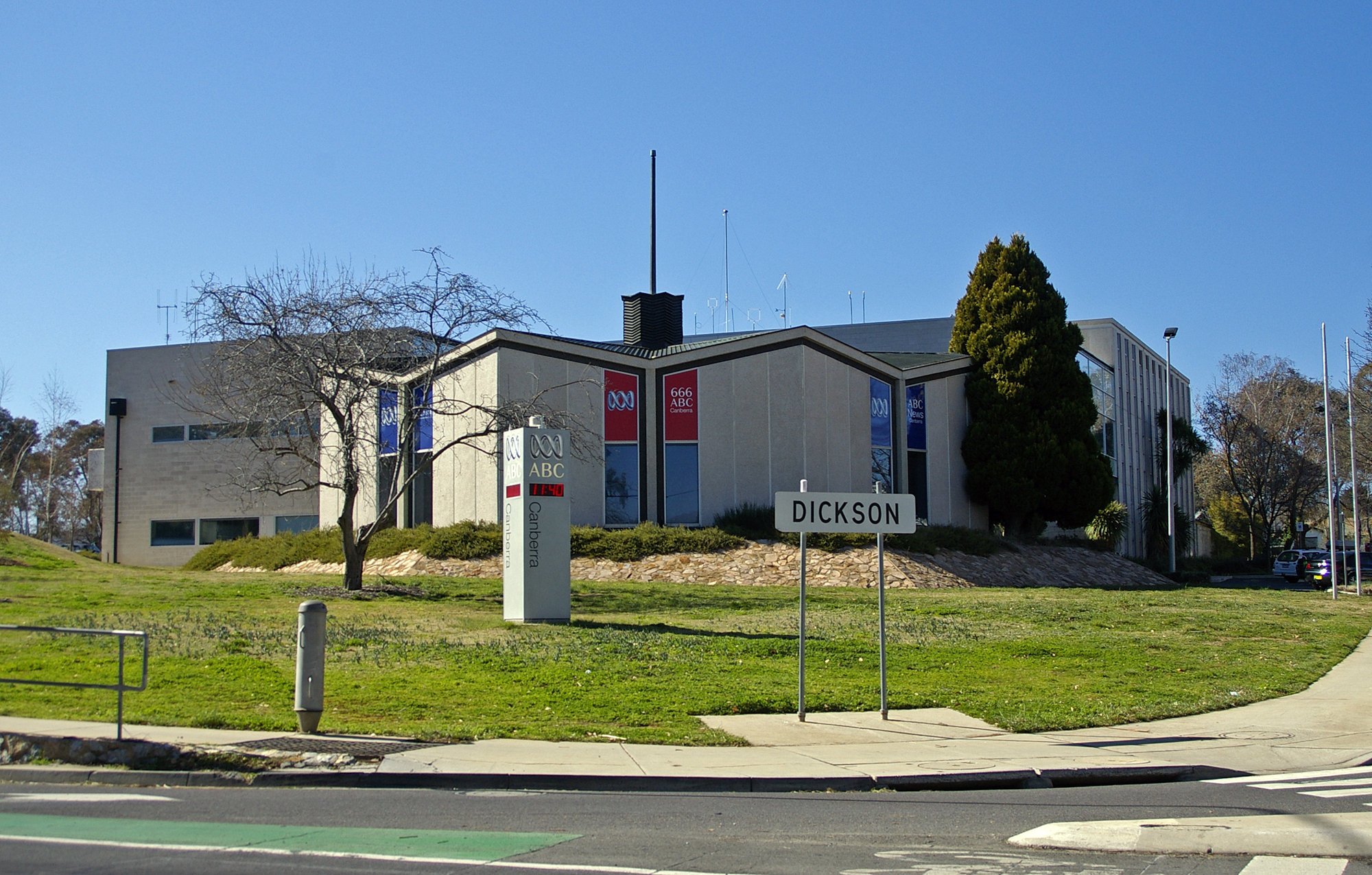
ABC Canberra studios

Dickson a főváros, Canberra egyik északi elővárosa.  A 2006-os népszámlálás alapján 1947 fő lakik itt. (2006 census) Dickson városát Sir James Dicksonról nevezték el, aki az Ausztrál Államszövetségben Queensland szószólója volt, valamint az ausztrál alkotmány egyik megalkotója volt.
A városka utcáinak nincs speciális tematikus elnevezése, mint a többi Canberra közeli településnek.   A külvárosban található az észak-canberrai terület egyik legfontosabb kereskedelmi egysége, a Dickson Centre, amely teret ad a Woolworths Supermarketnak. A központban található egy mentőállomás, több iroda és a dicksoni Baptista templom.
A bevásárlóközponton kívül a kisváros területén található az Australian Broadcasting Corporation canberrai rádió- és televízióstúdiói.

## Történelme
1926 és 1928 közt egy kisebb kifutópálya működött itt, melyet Northburn Aviation Ground-nak neveztek és helyileg a mai könyvtár helyén helyezkedett el. Ez volt Canberra eredeti repülőtere. Bár Dickson már 1928-ban megalakult, mégsem települt be egészen a hatvanas évekig. A városka utcái sűrű növényzettel borítottak. Többnyire különálló családi házak és néhány kétemeletes, kétlakásos épület található itt. 

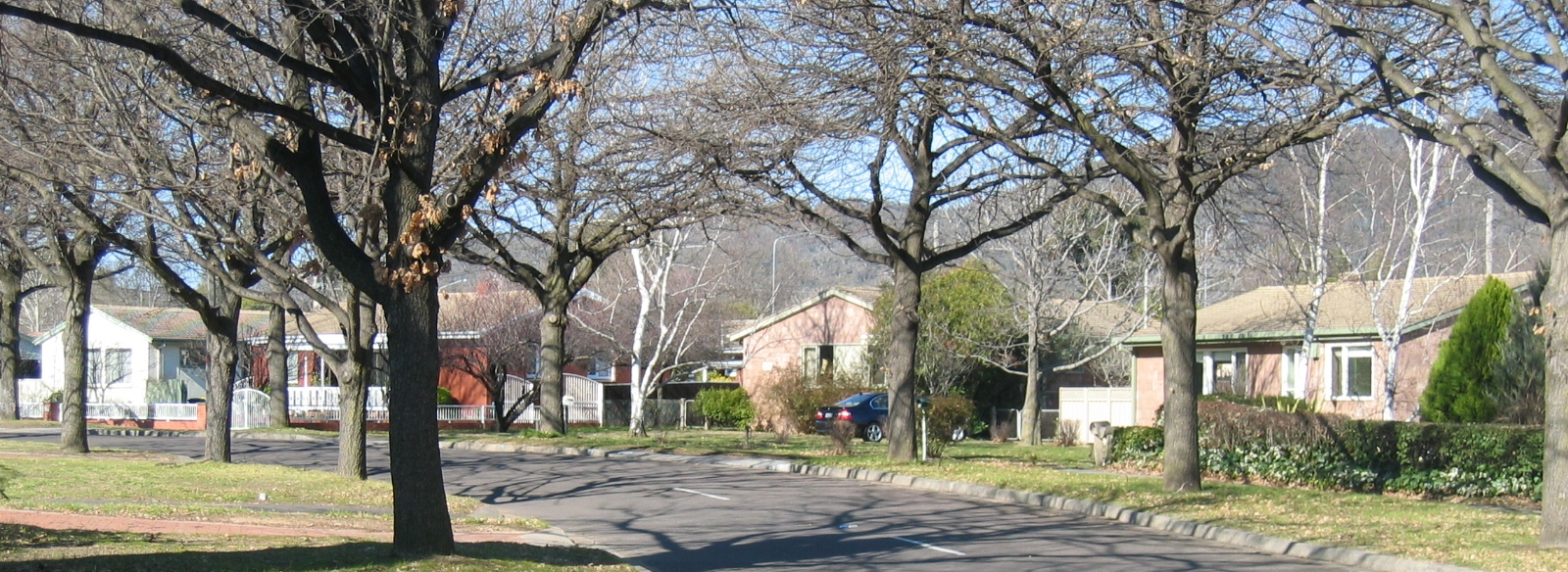
Houses in Dickson

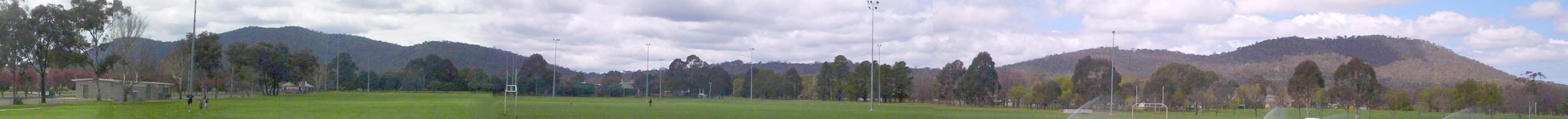
Dickson panorámaképe a Mount Majuraval és Mount Ainslievel a háttérben

## Elhelyezkedés
A külvárost a Northburn Avenue, az Antill Street, a Philipp Avenue, a Majura Avenue, a Limestone Avenue és a Wakefield Avenue határolja. Dickson területén nincsenek különösebben jelentős földrajzi helyek. Egyedül a Sulivan-patak érdemel említést, amely a viharok után vezeti el a felgyülemlett csapadékvizet.

## Oktatás
Két főiskola is található a külvárosban.  
A Dickson College, amely egy állami fenntartású felnőttképzési intézmény, valamint a Daramalan College, amely katolikus iskola. Korábban még működött itt a Daramalan Junior School, de 1997-ben bezárták.

## Földrajza
Dickson a Canberra-alakzat felett helyezkedik el, amely a szilur időszakból származik. A homokkősziklák korábbi megnevezése "Canberra Limestone Plains" volt.

## Fordítás
Ez a szócikk részben vagy egészben  a   Dickson, Australian Capital Territory című angol Wikipédia-szócikk ezen változatának fordításán alapul.  Az eredeti cikk szerkesztőit annak laptörténete sorolja fel. Ez a jelzés csupán a megfogalmazás eredetét és a szerzői jogokat jelzi, nem szolgál a cikkben szereplő információk forrásmegjelöléseként.